# Jockel Finck
Jockel Finck (Einbeck, 26 marzo 1962 – Traunstein, 28 gennaio 2006) è stato un fotografo e fotoreporter tedesco.

## Biografia
Jockel Finck inizia la sua carriera dal 1983 al 1986, come fotoreporter freelance per il quotidiano "Neue Presse" di Hannover. Nel 1986 si trasferisce ad Amburgo come fotografo d'agenzia per la AP e dal 1989 a Berlino, dove documenta in modo impressionante la Caduta del Muro di Berlino. Dal 1991 al 1992 Jockel Finck ha lavorato come fotografo di tabloid per l'ormai abbandonato "Super-Zeitung" della Germania dell'Est.
Per la Associated Press (AP), è stato in regioni colpite da guerra e in crisi di tutto il mondo, come i Balcani (in particolare Sarajevo durante la guerra dei Balcani che portò alla disintegrazione della Jugoslavia), durante la Guerra del Golfo, nell'Iraq settentrionale e Baghdad. Le sue istantanee del terremoto che colpì la città iraniana di Bam, del disastro dell'alluvione in Mozambico e dell'incidente ferroviario di Eschede, hanno fatto il giro del mondo. Negli ultimi anni è diventato famoso anche per i suoi ritratti di numerose personalità, stelle e personaggi emergenti.
Le sue foto si trovano su tutti i più rinomati mezzi di stampa, dallo Stern (periodico) al New York Times fino al Time Magazine, ma soprattutto su molti quotidiani tedeschi.
A 43 anni, Jockel Finck morì d'infarto lasciando una moglie e tre figli.
| Controllo di autorità | Europeana agent/base/161454 |